# با-لیو
با-لیو (به فرانسوی: Bas-Lieu) یک کمون (فرانسه) در فرانسه است که در canton of Avesnes-sur-Helpe-Nord واقع شده‌است. با-لیو ۷٫۶۲ کیلومتر مربع مساحت دارد ۱۸۰ متر بالاتر از سطح دریا واقع شده‌است.